# Nogometni klub Malečnik
Nogometni klub Malečnik je slovenski nogometni klub iz Malečnika.